# Sächsisches Finanzgericht
Das Sächsische Finanzgericht mit Sitz in Leipzig ist das einzige Gericht der Finanzgerichtsbarkeit in Sachsen (siehe unten Instanzenzug). Seit 2019 steht mit Martina Gerhardt erstmals eine Frau als Präsidentin an der Spitze des Gerichts.

## Gebäude

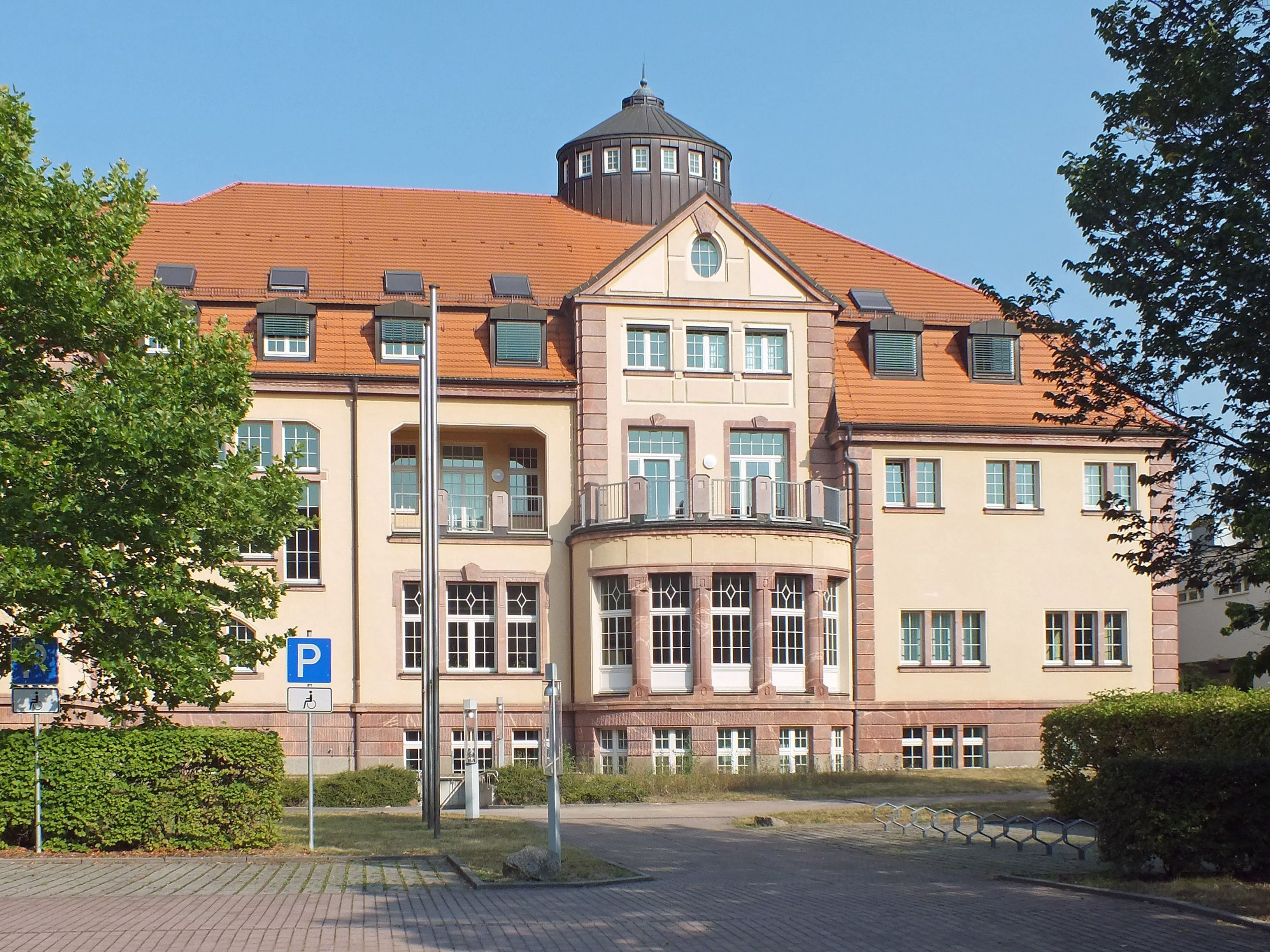
Gerichtsgebäude, Südseite (2020)

Das Gericht ist seit 2001 in dem villenartigen Gebäude Richterstraße 8 im Leipziger Ortsteil Zentrum-Nord untergebracht, das 1910 als Kommandantur erbaut worden war. Zuvor hatte das Gericht in angemieteten Räumen in der Käthe-Kollwitz-Str. 1 residiert. Das Gebäude war nach dem Zweiten Weltkrieg von der sowjetischen Armee und dem Geheimdienst KGB als Residentur genutzt worden und musste vollständig entkernt und totalsaniert werden. So wurden in allen Räumen Abhöreinrichtungen („Wanzen“) gefunden, auch die sanitären Einrichtungen zeigten sich verwahrlost. Bei einem Besuch in Leipzig äußerte die damalige Präsidentin des Bundesfinanzhofs, das Sächsische Finanzgericht habe von allen Gerichten der Finanzgerichtsbarkeit das schönste Gebäude.

## Instanzenzug
Wie alle Finanzgerichte ist das Sächsische FG Gericht der ersten Instanz, steht aber – was etwa an der Bezeichnung der Spruchkörper, der Eingruppierung der Richterstellen, den Rechtsbehelfen oder der Gestaltung der Rechtsanwaltsgebühren zu erkennen ist – im Range eines oberen Landesgerichtes. Ihm übergeordnet ist der Bundesfinanzhof in München.
Das Finanzgericht ist zuständig für
- Steuer- und Abgabenangelegenheiten,
- Zoll-, Verbrauchssteuer- und Finanzmonopolsachen.
- Kindergeldangelegenheiten

## Leitung
- 1993–2005: Thomas Pfeiffer
- 2006–2018: Jürgen Rühmann
- Seit 2019: 0 Martina Gerhardt[1]

## Gerichtsorganisation
Das Sächsische FG besteht aus acht Senaten (2008). Die Senate des Finanzgerichts setzen sich aus drei Berufsrichtern und zwei ehrenamtlichen Richtern zusammen.
Die Zuständigkeiten sind nach Ausgangsbehörden (Finanzämter – Zollämter – Kindergeldstellen) aufgeteilt.
Es besteht die Gepflogenheit, Termine mit Beteiligung weit entfernter Behörden auf den späten Vormittag und zeitigen Nachmittag zu legen; bei Beteiligung von Behörden aus Leipzig und Umgebung ist die Terminierung zu den Tagesrandzeiten üblich.